# Angela McRobbie
Angela McRobbie, född 1951, är en brittisk sociolog och feminist. Hon är professor emeritus vid Goldsmiths, University of London. McRobbie har bland annat forskat om feminism, populärkultur och ungdomskultur.

## Biografi
Angela McRobbie föddes 1951. Hon avlade doktorsexamen med en avhandling om ungdomstidningen Jackie. 
McRobbie har i sin forskning influerats av Stuart Halls och Birminghamskolans teorier. Hon har särskilt inriktat sig på unga kvinnor, genusteori och populärkultur och beträffande detta anlagt en marxistisk diskurs. En av hennes mest kända böcker är The Aftermath of Feminism (2008), i vilken hon med utgångspunkt från Foucaults teorier försöker att tolka samtidens kultur, i synnerhet hur den påverkar kvinnor.
År 2017 blev McRobbie ledamot av British Academy.